# Сельское поселение «Ононское» (Шилкинский район)
Се́льское поселе́ние «Ононское» — муниципальное образование в Шилкинском районе Забайкальского края Российской Федерации.
Административный центр — село Ононское.

## История
Статус и границы сельского поселения установлены Законом Читинской области от 19 мая 2004 года «Об установлении границ, наименований вновь образованных муниципальных образований и наделении их статусом сельского, городского поселения в Читинской области».

## Население
| 2010  | 2011  | 2012  | 2013  | 2014  | 2015  | 2016  |
| ----- | ----- | ----- | ----- | ----- | ----- | ----- |
| 1806  | ↘1804 | ↘1771 | ↘1764 | ↘1748 | ↘1722 | ↘1687 |
| 2017  | 2018  | 2019  | 2020  | 2021  |       |       |
| ↘1651 | ↘1650 | ↘1594 | ↘1546 | ↘1257 |       |       |

## Состав сельского поселения
| № | Населённый пункт | Тип населённого пункта       | Население |
| - | ---------------- | ---------------------------- | --------- |
| 1 | Новое            | село                         | ↘138      |
| 2 | Ононское         | село, административный центр | ↘1087     |
| 3 | Усть-Ножовая     | село                         | ↘281      |